# Giorgio Olivieri
Giorgio Olivieri (5 de noviembre de 2000) es un deportista de Italia que compite en atletismo. Ganó una medalla de bronce en el Campeonato Europeo de Atletismo Sub-20 de 2019, en la prueba de lanzamiento de martillo.